# Challenge européen 2018-2019
Navigation
Challenge européen 2017-2018 Challenge européen 2019-2020
Le Challenge européen de rugby à XV 2018-2019, appelé également European Rugby Challenge Cup ou ERCC2, oppose pour la saison 2018-2019 vingt équipes européennes de rugby à XV. La compétition est organisée en deux phases successives. Une première phase de poules se déroule en matchs aller-retour à la fin de laquelle sont issues les cinq équipes ayant terminé en tête de leur groupe ainsi que les trois meilleures formations classées deuxièmes. La compétition se poursuit par une phase à élimination directe à partir des quarts de finale.

## Présentation

### Équipes en compétition
| - Sale Sharks - Northampton Saints - Harlequins - Worcester Warriors - Bristol Bears (RFU Championship) | - Stade rochelais - Section paloise - ASM Clermont - Union Bordeaux Bègles - SU Agen - Stade français Paris - USA Perpignan (Pro D2) - FC Grenoble | - Benetton Trévise - Ospreys - Connacht Rugby - Zebre - Dragons | - Ienisseï-STM - Timișoara Saracens |

### Tirage au sort
Le tirage a lieu le 20 juin 2018 au Musée olympique à Lausanne. Les équipes sont placées dans quatre chapeaux selon leur résultat en phase finale et soumises à un tirage au sort.
Les quatre chapeaux pour le tirage des poules de la Challenge Cup 2018-2019 :
| Chapeau 1          | Chapeau 2      | Chapeau 3             | Chapeau 4            |
| ------------------ | -------------- | --------------------- | -------------------- |
| Stade rochelais    | Ospreys        | Worcester Warriors    | Stade français Paris |
| Sale Sharks        | ASM Clermont   | Union Bordeaux Bègles | USA Perpignan        |
| Benetton Trévise   | Harlequins     | SU Agen               | FC Grenoble          |
| Section paloise    | Connacht Rugby | Bristol Bears         | Ienisseï-STM         |
| Northampton Saints | Zebre          | Dragons               | Timișoara Saracens   |

### Format
Les formations s'affrontent dans une première phase de groupes en matchs « aller/retour » (six matchs pour chacune des équipes soit douze rencontres par groupe). Quatre points sont accordés pour une victoire et deux pour un nul. De plus, un point de bonus est accordé par match aux équipes qui inscrivent au moins quatre essais et un point de bonus est octroyé au club perdant un match par sept points d'écart ou moins. Les vainqueurs de chaque poule ainsi que les 3 meilleurs deuxièmes participent aux quarts de finale. Les 4 meilleurs premiers de la compétition sont classés de 1 à 4 et reçoivent en quart de finale.

## Phase de poules

### Notations et règles de classement
Dans les tableaux de classement suivants, les couleurs signifient :
|  | Qualifié pour les quarts de finale.     |
|  | Qualifié en tant que meilleur deuxième. |

Attribution des points : victoire sur tapis vert : 5 points, victoire : 4, match nul : 2, forfait : -2 ; bonus : 1 (offensif : au moins quatre essais marqués et/ou défensif : défaite par sept points d'écart ou moins).
Départage des équipes :
- équipes dans des poules différentes : 1/ points classement ; 2/ différence de points ; 3/ nombre d'essais marqués ; 4/ plus bas nombre de joueurs suspendus/expulsés pour incident ; 5/ tirage au sort.

### Poule 1

#### Classement
| Rang | Équipe             | J | V | N | D | Em | Ee | Bo | Bd | Pm  | Pe  | Diff | Pts |
| ---- | ------------------ | - | - | - | - | -- | -- | -- | -- | --- | --- | ---- | --- |
| 1    | ASM Clermont       | 6 | 6 | 0 | 0 | 44 | 16 | 6  | 0  | 304 | 117 | +187 | 30  |
| 2    | Northampton Saints | 6 | 4 | 0 | 2 | 42 | 18 | 5  | 0  | 282 | 127 | +155 | 21  |
| 3    | Dragons            | 6 | 2 | 0 | 4 | 26 | 29 | 2  | 0  | 179 | 201 | -22  | 10  |
| 4    | Timișoara Saracens | 6 | 0 | 0 | 6 | 6  | 55 | 0  | 0  | 49  | 369 | -320 | 0   |

### Poule 2

#### Classement
| Rang | Équipe               | J | V | N | D | Em | Ee | Bo | Bd | Pm  | Pe  | Diff | Pts |
| ---- | -------------------- | - | - | - | - | -- | -- | -- | -- | --- | --- | ---- | --- |
| 1    | Worcester Warriors   | 6 | 5 | 0 | 1 | 19 | 16 | 2  | 0  | 150 | 125 | +25  | 22  |
| 2    | Ospreys              | 6 | 2 | 0 | 4 | 18 | 12 | 2  | 3  | 141 | 105 | +36  | 13  |
| 3    | Section paloise      | 6 | 3 | 0 | 3 | 12 | 16 | 1  | 0  | 89  | 127 | -38  | 13  |
| 4    | Stade français Paris | 6 | 2 | 0 | 4 | 16 | 21 | 2  | 2  | 140 | 163 | -23  | 12  |

### Poule 3

#### Classement
| Rang | Équipe                | J | V | N | D | Em | Ee | Bo | Bd | Pm  | Pe  | Diff | Pts |
| ---- | --------------------- | - | - | - | - | -- | -- | -- | -- | --- | --- | ---- | --- |
| 1    | Sale Sharks           | 6 | 4 | 0 | 2 | 27 | 12 | 4  | 2  | 196 | 108 | +88  | 22  |
| 2    | Connacht              | 6 | 5 | 0 | 1 | 19 | 14 | 2  | 0  | 146 | 120 | +26  | 22  |
| 3    | Union Bordeaux Bègles | 6 | 2 | 1 | 3 | 17 | 23 | 1  | 1  | 137 | 171 | -34  | 12  |
| 4    | USA Perpignan         | 6 | 0 | 1 | 5 | 13 | 27 | 0  | 1  | 117 | 197 | -80  | 3   |

### Poule 4

#### Classement
| Rang | Équipe          | J | V | N | D | Em | Ee | Bo | Bd | Pm  | Pe  | Diff | Pts |
| ---- | --------------- | - | - | - | - | -- | -- | -- | -- | --- | --- | ---- | --- |
| 1    | Stade rochelais | 6 | 5 | 0 | 1 | 32 | 15 | 4  | 0  | 238 | 104 | +134 | 24  |
| 2    | Bristol Bears   | 6 | 4 | 0 | 2 | 42 | 13 | 4  | 1  | 267 | 108 | +159 | 21  |
| 3    | Zebre           | 6 | 3 | 0 | 3 | 21 | 18 | 2  | 0  | 153 | 142 | +11  | 14  |
| 4    | Enisey-STM      | 6 | 0 | 0 | 6 | 14 | 63 | 1  | 0  | 103 | 407 | -304 | 1   |

### Poule 5

#### Classement
| Rang | Équipe           | J | V | N | D | Em | Ee | Bo | Bd | Pm  | Pe  | Diff | Pts |
| ---- | ---------------- | - | - | - | - | -- | -- | -- | -- | --- | --- | ---- | --- |
| 1    | Harlequins       | 6 | 4 | 0 | 2 | 23 | 13 | 3  | 2  | 179 | 113 | +66  | 21  |
| 2    | Benetton Trévise | 6 | 4 | 0 | 2 | 23 | 12 | 3  | 1  | 171 | 106 | +65  | 20  |
| 3    | FC Grenoble      | 6 | 2 | 0 | 4 | 11 | 21 | 0  | 1  | 92  | 159 | -67  | 9   |
| 4    | SU Agen          | 6 | 2 | 0 | 4 | 15 | 26 | 0  | 1  | 112 | 176 | -64  | 9   |

## Phase finale
Les cinq premières équipes ainsi que les trois meilleures deuxièmes sont qualifiées pour les quarts de finale. Elles sont classées dans l'ordre suivant pour obtenir le tableau des quarts de finale : les vainqueurs de poule sont classés de 1 à 5 en fonction du nombre de points de classement obtenus. Les équipes les mieux classées lors des phases de poules reçoivent en quart de finale et en demi-finale.
Les équipes sont départagées selon les critères suivants :
- plus grand nombre de points de classement ;
- meilleure différence de points ;
- plus grand nombre d'essais marqués.

| Rang | Clubs              | Matchs joués | Points de clt | Différence de points | Essais marqués |
| ---- | ------------------ | ------------ | ------------- | -------------------- | -------------- |
| 1    | ASM Clermont       | 6            | 30            | +187                 | 44             |
| 2    | Stade rochelais    | 6            | 24            | +122                 | 32             |
| 3    | Sale Sharks        | 6            | 22            | +88                  | 26             |
| 4    | Worcester Warriors | 6            | 22            | +25                  | 19             |
| 5    | Harlequins         | 6            | 21            | +66                  | 23             |
| 6    | Connacht           | 6            | 22            | +29                  | 19             |
| 7    | Bristol Bears      | 6            | 21            | +159                 | 25             |
| 8    | Northampton Saints | 6            | 21            | +155                 | 42             |
| 9    | Benetton Trévise   | 6            | 20            | +65                  | 23             |
| 10   | Ospreys            | 6            | 13            | +36                  | 18             |

Les équipes en italique ont terminé deuxièmes de leur groupe mais ne sont pas qualifiées pour les quarts de finale.

### Tableau final
|  | Quarts de finale                                           | Quarts de finale                                           |                 |    | Demi-finales                                                | Demi-finales                                                |  |  | Finale                                                | Finale                                                |
|  | Quarts de finale                                           | Quarts de finale                                           |                 |    | Demi-finales                                                | Demi-finales                                                |  |  | Finale                                                | Finale                                                |
|  |                                                            |                                                            |                 |    |                                                             |                                                             |  |  |                                                       |                                                       |
|  | le 31 mars 2019 au Stade Marcel-Michelin, Clermont-Ferrand | le 31 mars 2019 au Stade Marcel-Michelin, Clermont-Ferrand |                 |    | le 20 avril 2019 au Stade Marcel-Michelin, Clermont-Ferrand | le 20 avril 2019 au Stade Marcel-Michelin, Clermont-Ferrand |  |  | le 10 mai 2019 au St James' Park, Newcastle upon Tyne | le 10 mai 2019 au St James' Park, Newcastle upon Tyne |
|  | le 31 mars 2019 au Stade Marcel-Michelin, Clermont-Ferrand | le 31 mars 2019 au Stade Marcel-Michelin, Clermont-Ferrand |                 |    | le 20 avril 2019 au Stade Marcel-Michelin, Clermont-Ferrand | le 20 avril 2019 au Stade Marcel-Michelin, Clermont-Ferrand |  |  | le 10 mai 2019 au St James' Park, Newcastle upon Tyne | le 10 mai 2019 au St James' Park, Newcastle upon Tyne |
|  | ASM Clermont                                               | 61                                                         |                 |    | le 20 avril 2019 au Stade Marcel-Michelin, Clermont-Ferrand | le 20 avril 2019 au Stade Marcel-Michelin, Clermont-Ferrand |  |  | le 10 mai 2019 au St James' Park, Newcastle upon Tyne | le 10 mai 2019 au St James' Park, Newcastle upon Tyne |
|  | ASM Clermont                                               | 61                                                         |                 |    | le 20 avril 2019 au Stade Marcel-Michelin, Clermont-Ferrand | le 20 avril 2019 au Stade Marcel-Michelin, Clermont-Ferrand |  |  | le 10 mai 2019 au St James' Park, Newcastle upon Tyne | le 10 mai 2019 au St James' Park, Newcastle upon Tyne |
|  | Northampton Saints                                         | 38                                                         |                 |    | le 20 avril 2019 au Stade Marcel-Michelin, Clermont-Ferrand | le 20 avril 2019 au Stade Marcel-Michelin, Clermont-Ferrand |  |  | le 10 mai 2019 au St James' Park, Newcastle upon Tyne | le 10 mai 2019 au St James' Park, Newcastle upon Tyne |
|  | Northampton Saints                                         | 38                                                         | ASM Clermont    | 32 |                                                             |                                                             |  |  | le 10 mai 2019 au St James' Park, Newcastle upon Tyne | le 10 mai 2019 au St James' Park, Newcastle upon Tyne |
|  | le 30 mars 2019 au Sixways Stadium, Worcester              |                                                            | ASM Clermont    | 32 |                                                             |                                                             |  |  | le 10 mai 2019 au St James' Park, Newcastle upon Tyne | le 10 mai 2019 au St James' Park, Newcastle upon Tyne |
|  |                                                            | Harlequins                                                 | 27              |    |                                                             |                                                             |  |  | le 10 mai 2019 au St James' Park, Newcastle upon Tyne | le 10 mai 2019 au St James' Park, Newcastle upon Tyne |
|  | Worcester Warriors                                         | Harlequins                                                 | 27              | 16 |                                                             |                                                             |  |  | le 10 mai 2019 au St James' Park, Newcastle upon Tyne | le 10 mai 2019 au St James' Park, Newcastle upon Tyne |
|  | Worcester Warriors                                         |                                                            |                 | 16 |                                                             |                                                             |  |  | le 10 mai 2019 au St James' Park, Newcastle upon Tyne | le 10 mai 2019 au St James' Park, Newcastle upon Tyne |
|  | Harlequins                                                 | 18                                                         |                 |    |                                                             |                                                             |  |  | le 10 mai 2019 au St James' Park, Newcastle upon Tyne | le 10 mai 2019 au St James' Park, Newcastle upon Tyne |
|  | Harlequins                                                 | 18                                                         | ASM Clermont    | 36 |                                                             |                                                             |  |  |                                                       |                                                       |
|  | le 31 mars 2019 au Stade Marcel Deflandre, La Rochelle     |                                                            | ASM Clermont    | 36 |                                                             |                                                             |  |  |                                                       |                                                       |
|  |                                                            | Stade rochelais                                            | 16              |    |                                                             |                                                             |  |  |                                                       |                                                       |
|  | Stade rochelais                                            | Stade rochelais                                            | 16              | 39 |                                                             |                                                             |  |  |                                                       |                                                       |
|  | Stade rochelais                                            | le 20 avril 2019 au Stade Marcel Deflandre, La Rochelle    |                 | 39 |                                                             |                                                             |  |  |                                                       |                                                       |
|  | Bristol Bears                                              | 15                                                         |                 |    |                                                             |                                                             |  |  |                                                       |                                                       |
|  | Bristol Bears                                              | 15                                                         | Stade rochelais | 24 |                                                             |                                                             |  |  |                                                       |                                                       |
|  | le 29 mars 2019 au AJ Bell Stadium, Salford                |                                                            | Stade rochelais | 24 |                                                             |                                                             |  |  |                                                       |                                                       |
|  |                                                            | Sale Sharks                                                | 20              |    |                                                             |                                                             |  |  |                                                       |                                                       |
|  | Sale Sharks                                                | Sale Sharks                                                | 20              | 20 |                                                             |                                                             |  |  |                                                       |                                                       |
|  | Sale Sharks                                                |                                                            |                 | 20 |                                                             |                                                             |  |  |                                                       |                                                       |
|  | Connacht                                                   | 10                                                         |                 |    |                                                             |                                                             |  |  |                                                       |                                                       |
|  | Connacht                                                   | 10                                                         |                 |    |                                                             |                                                             |  |  |                                                       |                                                       |

### Quarts de finale
| 29 mars 2019 20 h 45 | Sale Sharks | 20 - 10 (20 - 3) | Connacht                                                                                | AJ Bell Stadium, Salford 4,649 spectateurs Arbitre : Mathieu Raynal |
| 29 mars 2019 20 h 45 | Essai(s) : 2 McGuigan (9e), Solomona (14e) Transformation(s) : 2 MacGinty (10e, 15e) Pénalité(s) : 2 MacGinty (28e, 33e) Carton(s) jaune(s) : 2 Phillips (59e), Langdon (79e) |                  | Essai(s) : 1 Godwin (67e) Transformation(s) : 1 Leader (68e) Pénalité(s) : 1 Carty (7e) | AJ Bell Stadium, Salford 4,649 spectateurs Arbitre : Mathieu Raynal |
| 29 mars 2019 20 h 45 | |                  |                                                                                         | AJ Bell Stadium, Salford 4,649 spectateurs Arbitre : Mathieu Raynal |

| 30 mars 2019 21 h 15 | Worcester Warriors                                                  | 16 - 18 (5 - 8) | Harlequins | Sixways Stadium, Worcester 6,349 spectateurs Arbitre : Alexandre Ruiz (arbitre) |
| 30 mars 2019 21 h 15 | Essai(s) : 2 Heem (23e), Howe (46e) Pénalité(s) : 2 Weir (60e, 74e) |                 | Essai(s) : 2 Murley (16e), Tapuai (67e) Transformation(s) : 1 Catrakilis (68e) Pénalité(s) : 2 Smith (36e), Catrakilis (75e) | Sixways Stadium, Worcester 6,349 spectateurs Arbitre : Alexandre Ruiz (arbitre) |
| 30 mars 2019 21 h 15 |                                                                     |                 | | Sixways Stadium, Worcester 6,349 spectateurs Arbitre : Alexandre Ruiz (arbitre) |

| 31 mars 2019 13 h 45 | Stade rochelais | 39 - 15 (29 - 10) | Bristol Bears                                                                                              | Stade Marcel Deflandre, La Rochelle 15,000 spectateurs Arbitre : John Lacey |
| 31 mars 2019 13 h 45 | Essai(s) : 5 Alldritt (12e), Essai de pénalité (20e), Doumayrou (26e), Liebenberg (40e), Rattez (71e) Transformation(s) : 3 West (13e, 27e), Lamb (72e) Pénalité(s) : 2 West (7e, 52e) |                   | Essai(s) : 2 Luatua (35e), O'Conor (79e) Transformation(s) : 1 Madigan (36e) Pénalité(s) : 1 Madigan (17e) | Stade Marcel Deflandre, La Rochelle 15,000 spectateurs Arbitre : John Lacey |
| 31 mars 2019 13 h 45 | |                   | | Stade Marcel Deflandre, La Rochelle 15,000 spectateurs Arbitre : John Lacey |

| 31 mars 2019 19 h 00 | ASM Clermont | 61 - 38 (22 - 3) | Northampton Saints | Stade Marcel-Michelin, Clermont-Ferrand 15,399 spectateurs Arbitre : George Clancy |
| 31 mars 2019 19 h 00 | Essai(s) : 8 Betham (19e, 48e, 76e), Penaud (25e, 57e, 75e), Essai de pénalité (27e), Nanai-Williams (71e) Transformation(s) : 5 Parra (26e), Laidlaw (58e, 72e, 76e, 77e) Pénalité(s) : 3 Parra (1er, 44e), Laidlaw (69e) |                  | Essai(s) : 5 Tuala (55e), Burrell (61e), Mitchell (63e), Hutchinson (65e), Moon (78e) Transformation(s) : 5 Hutchinson (56e, 62e, 64e, 67e, 79e) Pénalité(s) : 1 Biggar (9e) Carton(s) jaune(s) : 1 Naiyaravoro (28e) | Stade Marcel-Michelin, Clermont-Ferrand 15,399 spectateurs Arbitre : George Clancy |
| 31 mars 2019 19 h 00 | |                  | | Stade Marcel-Michelin, Clermont-Ferrand 15,399 spectateurs Arbitre : George Clancy |

### Demi-finales
| 20 avril 2019 18 h 30 | Stade rochelais | 24 - 20 (17 - 17) | Sale Sharks | Stade Marcel Deflandre, La Rochelle 16,000 spectateurs Arbitre : Nigel Owens |
| 20 avril 2019 18 h 30 | Essai(s) : 3 Essai de pénalité (24e), Kini Murimurivalu (27e), Alldritt (51e) Transformation(s) : 2 West (27e, 51e) Pénalité(s) : 1 West (17e) |                   | Essai(s) : 2 Essai de pénalité (14e), Ashton (34e) Transformation(s) : 1 MacGinty (34e) Pénalité(s) : 2 MacGinty (20e, 69e) | Stade Marcel Deflandre, La Rochelle 16,000 spectateurs Arbitre : Nigel Owens |
| 20 avril 2019 18 h 30 | |                   | | Stade Marcel Deflandre, La Rochelle 16,000 spectateurs Arbitre : Nigel Owens |

| 20 avril 2019 21 h 00 | ASM Clermont | 32 - 27 (26 - 8) | Harlequins | Stade Marcel-Michelin, Clermont-Ferrand 17,923 spectateurs Arbitre : John Lacey |
| 20 avril 2019 21 h 00 | Essai(s) : 2 Lee (31e), Penaud (35e) Transformation(s) : 2 Parra (32e, 36e) Pénalité(s) : 4 Parra (28e, 40e+3, 47e, 53e) Drop(s) : 2 Lopez (9e, 25e) |                  | Essai(s) : 4 Brown (38e), Robshaw (57e), Lang (65e), Dombrandt (79e) Transformation(s) : 2 Smith (58e, 66e) Pénalité(s) : 1 Smith (12e) | Stade Marcel-Michelin, Clermont-Ferrand 17,923 spectateurs Arbitre : John Lacey |
| 20 avril 2019 21 h 00 | |                  | | Stade Marcel-Michelin, Clermont-Ferrand 17,923 spectateurs Arbitre : John Lacey |

### Finale
| 10 mai 2019 20 h 45 | ASM Clermont | 36 - 16 (13 - 6) | Stade rochelais                                                                                 | St James' Park, Newcastle upon Tyne Arbitre : Wayne Barnes |
| 10 mai 2019 20 h 45 | Essai(s) : 3 Penaud (30e), Lee (59e), Fofana (71e) Transformation(s) : 3 Laidlaw (31e, 60e, 72e) Pénalité(s) : 5 Parra (13e), Laidlaw (23e, 52e, 57e, 80e) Carton(s) jaune(s) : 1 Raka (76e) |                  | Essai(s) : 1 Atonio (65e) Transformation(s) : 1 West (66e) Pénalité(s) : 3 West (25e, 35e, 48e) | St James' Park, Newcastle upon Tyne Arbitre : Wayne Barnes |
| 10 mai 2019 20 h 45 | |                  |                                                                                                 | St James' Park, Newcastle upon Tyne Arbitre : Wayne Barnes |

## Statistiques

### Meilleurs réalisateurs
| Rang | Joueur        | Club                  | Essais | Transf. | Pén. | Drops | Points de clt. |
| ---- | ------------- | --------------------- | ------ | ------- | ---- | ----- | -------------- |
| 1    | Ihaia West    | Stade rochelais       | 1      | 10      | 13   | 0     | 64             |
| 2    | Marcus Smith  | Harlequins            | 1      | 15      | 8    | 0     | 59             |
| -    | Carlo Canna   | Zebre                 | 4      | 12      | 5    | 0     | 59             |
| 4    | Greig Laidlaw | ASM Clermont          | 0      | 19      | 6    | 0     | 56             |
| 5    | Callum Sheedy | Bristol Bears         | 0      | 23      | 3    | 0     | 55             |
| 6    | Peter Betham  | ASM Clermont          | 10     | 0       | 0    | 0     | 50             |
| 7    | Maxime Lafage | Stade rochelais       | 1      | 22      | 0    | 0     | 49             |
| 8    | Faf de Klerk  | Sale Sharks           | 1      | 11      | 6    | 0     | 45             |
| 9    | James Grayson | Northampton Saints    | 0      | 21      | 0    | 0     | 42             |
| 10   | Lucas Méret   | Union Bordeaux Bègles | 0      | 11      | 6    | 0     | 40             |
| -    | Chris Ashton  | Sale Sharks           | 8      | 0       | 0    | 0     | 40             |

### Meilleurs marqueurs
| Rang | Joueur                 | Club               | Essais |
| ---- | ---------------------- | ------------------ | ------ |
| 1    | Peter Betham           | ASM Clermont       | 10     |
| 2    | Alex Mitchell          | Northampton Saints | 7      |
| -    | Chris Ashton           | Sale Sharks        | 8      |
| 4    | Tom Pincus             | Bristol Bears      | 6      |
| -    | Andy Uren              | Bristol Bears      | 6      |
| 6    | Ryan Edwards           | Bristol Bears      | 5      |
| -    | Apisai Naqalevu        | ASM Clermont       | 5      |
| -    | Damian Penaud          | ASM Clermont       | 5      |
| -    | Peceli Yato            | ASM Clermont       | 5      |
| -    | Kyle Godwin            | Connacht           | 5      |
| -    | Ollie Sleightholme     | Northampton Saints | 5      |
| -    | Grégory Aldritt        | Stade rochelais    | 5      |
| -    | Iliesa Ratuva Tavuyara | Benetton Trévise   | 5      |
| -    | Tom Howe               | Worcester Warriors | 5      |